# Дама в голубом (картина Сомова)
«Дама в голубом» («Портрет Е. М. Мартыновой») — картина живописца К. А. Сомова. Писалась с перерывами в связи с болезнью модели в 1897—1900. Ныне находится в Третьяковской галерее в Москве (инв. 1574).

## История создания
Константин Сомов входил в художественное объединение «Мир искусства» и, как и другие «мирискусники», он стремился отмежеваться от стиля второй половины XIX века с его идеями народничества, просветительства и «пользы», манифестом которых стали философские и эстетические работы Чернышевского. Творчеству передвижников Сомов противопоставил жанр обращения к миру прошлого, в эпохи рококо и ампир.
Вскоре после возвращения из-за границы Сомов начинает работу над тремя картинами: «Вечер», «Остров любви» и «Дама в голубом», которые стали истинным манифестом художника и всего «Мира искусства», эстетики ушедшего и прекрасного мира XVIII века.
В образе таинственной Прекрасной Дамы художник изобразил свою бывшую соученицу по Академии художеств Елизавету Михайловну Мартынову (1868—1905). Иногда предполагают, что она была одним из немногочисленных женских увлечений художника.
Сомов приступил к писанию её портрета, ещё находясь в Академии, но работа вскоре прервалась, так как в начале 1897 художник уехал в Париж, откуда вернулся лишь в 1899 году. Другой причиной перерывов в написании картины было то, что Мартынова уже была тяжело больна чахоткой и несколько раз выезжала на лечение. Картина была закончена в 1900 году и в первый раз выставлялась под названием «Портрет». Затем художник стал называть её «Портрет дамы в голубом платье», в музейной же традиции закрепилось более краткое «Портрет дамы в голубом».
Известно, что Мартынова была решительно против продажи картины кому бы то ни было. Узнав вскоре после первого показа картины о предложении Третьяковской галереи купить её у художника, она пишет Сомову:

Может быть, Вы будете удивлены, Константин Андреевич, получив это письмо, и тотчас приедете ко мне, станете меня с улыбкой и некоторой иронией убеждать смотреть на вещи иначе, но это мне всё равно... Сегодня ночью я проснулась и не спала от одной назойливой и мучительной мысли: «Вы не должны и не имеете права продать мой портрет». Я позировала Вам для Вас, для чистого искусства, а не для того, чтобы Вы получили за мою грусть в глазах, за мою душу и страдания деньги... Я не хочу этого! Оставьте портрет у себя, сожгите его, если Вам так жаль отдать его мне, подарите его даром в галерею...

Тем не менее три года спустя портрет был всё-таки продан Сомовым Третьяковской галерее. В дискуссии о целесообразности приобретения картины галереей решающую роль сыграл интерес к ней Владимира Гиршмана, пожелавшего приобрести её в свою коллекцию на персональной выставке Сомова в 1903 году. Узнав о возможности покупки работы в Третьяковскую галерею, Гиршман по просьбе художника уступил её музею. Через год, в 1905 году, 37-летняя Мартынова скончалась от чахотки.

## Художественные особенности
Подруга Мартыновой М. Ямщикова так описала свои впечатления от портрета:

Что сделал художник с этим лицом, с этими когда-то сияющими торжеством глазами? Как сумел вытащить на свет глубоко запрятанную боль и печаль, горечь неудовлетворённости? Как сумел передать это нежное и вместе с тем болезненное выражение губ и глаз?

В портрете используется необычная комбинация атмосферы XVIII века со старинным парком и платьем героини — и самой героини, в которой зрители должны были узнать свою современницу, женщину эпохи, позднее названной Серебряным веком. По словам искусствоведа:

Это — женщина конца XIX века. Всё в ней характерно: и болезненная хрупкость, и чувство щемящей тоски, печаль в её больших глазах и плотной линии скорбно сжатых губ. И та естественная бледность, которой в XVIII веке добивались лишь искусственными снадобьями... <...> Чтобы ярче передать утончённость образа, художник прибегает к лессировкам, добиваясь тончайших красочных нюансов, прозрачных голубых теней в живописи лица и открытых плеч. Замечательны по своей выразительности жесты прекрасно написанных рук. В левой, поднесённой к груди, и в бессильно опущенной правой есть что-то невыразимо беспомощное. Обычно в своих портретах К. Сомов не столь открыто пользовался жестом как средством характеристики, но «Дама в голубом» стала исключением.

На заднем плане видна мужская фигура, с которой ассоциируют самого Сомова. Она подчёркивает одиночество героини: мужчина здесь, но не с нею. В рецензии 1913 года С. К. Маковский заметил, что в портретах Константина Сомова, в его отношении к жизни как к «маске небытия» таится «скорбное сознание своей одинокости в этом мире, слишком призрачном, чтобы верить ему до конца».